# The Dalles, Oregon
The Dalles là một thành phố trong Quận Wasco, tiểu bang Oregon, Hoa Kỳ, và là quận lỵ của Quận Wasco. Tên của thành phố là từ tiếng Pháp dalle ("một loại đá phẳng"). Đó là tên mà những công nhân người Canada gốc Pháp của Công ty Vịnh Hudson gọi những dòng chảy hẹp và dài mà ngày nay đã ngập mất thuộc Sông Columbia trên vùng đất mà hiện nay là thành phố. Dân số là 12.156 theo Điều tra Dân số Hoa Kỳ năm 2000. Ước tính năm 2006 là 12.520 cư dân.

## Lịch sử
Lewis và Clark cắm trại gần Lạch Mill vào ngày 25-27 tháng 10 năm 1805, và ghi tên con lạch này theo tên của người bản thổ châu Mỹ đặt là Quenett. Việc sử dụng tên Dalles lần đầu tiên, theo Các địa danh Oregon, xuất hiện trong chuyện kể của một người buôn lông thú tên Gabriel Franchère ngày 12 tháng 4 năm 1814.
The Dalles là đoạn đường đất cuối của đường mòn Oregon. Vào mùa thu năm 1849, các binh sĩ của Lục quân Hoa Kỳ đến Lãnh thổ Oregon mới này và thiết lập một đồn quân sự tại The Dalles. Doanh trại quân đội hoàn thành năm 1850 và được đặt tên là Pháo đài Dalles.
Một trạm bưu điện được thiết lập trong nội giới của thành phố hiện tại năm 1851, và The Dalles được tổ chức thành một thành phố năm 1857. Nó là một trung tâm thương mại chính giữa Portland và Pendleton kể từ đó.
Năm 1864, Quốc hội Hoa Kỳ để ra một số tiền để xây một cơ sở đúc tiền kim loại của Hoa Kỳ tại The Dalles mà sử dụng vàng từ Canyon City để đúc tiền kim loại. Nguồn cung cấp vàng từ Canyon City bắt đầu cạn và nhiều vấn đề khác như phí tổn khai mỏ, công nhân bỏ việc từ các mỏ vàng, và lụt lội vì sông Columbia làm cho kế hoạch bị trễ lịch trình đến hai năm và từ từ kế hoạch bị hủy bỏ. Năm 1870 Oregon nhận lại cơ sở từ chính phủ Hoa Kỳ và tòa nhà được dùng cho những mục đích khác. The mint is now home to Erin Glenn Winery.
Việc xây dựng Đập The Dalles năm 1957 đã làm chìm ngập những dòng nước hẹp và dài cũng như Thác Celilo.
Năm 1970, Ban quản lý Năng lượng Bonneville (Bonneville Power Administration) mở Trạm đổi điện Celilo (Celilo Converter Station) gần đó, đây là trạm phía bắc cuối cùng đưa 3.100 MW điện đến Los Angeles.
Năm 2006, công ty Internet Google bắt đầu xây một trung tâm dữ liệu chính, được biết ở địa phương là Kế hoạch 02, dọc theo sông Columbia tại The Dalles, sử dụng điện năng đáng tin cậy của khu vực và khả năng cáp quang ngầm của khu vực. Cơ sở mới bao gồm hai tòa nhà, mỗi tòa nhà có khổ bằng một sân bóng bầu dục, và hai nhà máy giảm nhiệt cao bốn tầng. Kế hoạch này đã tạo công ăn việc làm hàng trăm người trong khu vực, phần lớn là xây dựng.

### Khủng bố
Năm 1984, The Dalles là nơi xảy ra một biến cố khủng bố sinh học do nhóm tôn giáo quá khích Rajneeshee thực hiện trong một mưu đồ giành quyền kiểm soát chính quyền địa phương của Quận Wasco. Đây là lần tấn công khủng bố sinh học đầu tiên được biết đến trong thế kỷ 20 tại Hoa Kỳ. (Xem Bhagwan Shree Rajneesh.)

## Địa lý
Thành phố The Dalles nằm ở vị trí 45°36′4″B 121°10′58″T / 45,60111°B 121,18278°TĐã đưa tham số không hợp lệ vào hàm {{#coordinates:}} (45.601218, -121.182774).1 Các xa lộ I-84, Quốc lộ Hoa Kỳ 30, và Quốc lộ Hoa Kỳ 197 gặp nhau tại thành phố.
Theo Cục Điều tra Dân số Hoa Kỳ, thành phố có tổng diện tích là 14,4 km². 13,6 km² là đất và 0,8 km² hay 5.23% là nước.

## Thành phố kết nghĩa
The Dalles có một thành phố kết nghĩa :
- Ikeda, Nhật Bản

## Cư dân nổi tiếng
Alan Embree, cầu thủ bóng chày chuyên nghiệp.